# زاک نورمن
زاک نورمن (به انگلیسی: Zack Norman)؛ (۲۷ مهٔ ۱۹۴۰ – ۲۸ آوریل ۲۰۲۴) بازیگر آمریکایی بود.
از فیلم‌های معروف او می‌توان به فیلم مرد کادیلاک، ماه موهاوی اشاره کرد.